# 舞洲スポーツアイランド
舞洲スポーツアイランド（まいしまスポーツアイランド）は、大阪府大阪市此花区の舞洲にあるスポーツ施設群を有する公園。大阪市条例での正式名称は大阪港スポーツアイランド（おおさかこうスポーツアイランド）である。施設は大阪市が所有し、ミズノグループ（美津濃・南海ビルサービス・日本パナユーズ・ホビーライフによる共同企業体）が指定管理者として運営管理を行っている。

## 概要
大阪市は1990年代後半から2008年の夏季オリンピックの誘致活動を行っており、その一環として運動公園を整備することに。此花区の埋立地・舞洲で建設が進められたのが、この舞洲スポーツアイランドである（誘致活動に関する詳細は大阪オリンピック構想の項を参照）。敷地内には野外活動施設、野球場、運動広場、多目的ホール「おおきにアリーナ舞洲」などがある。
オリンピック開催が決定した場合は、開閉会式や陸上競技などを行うメインスタジアムとして陸上競技場を建設する予定だったが、2001年にオリンピック招致が失敗に終わると、その後は新規の大型スポーツ施設の建設を凍結している。

## 主な施設
- 舞洲ベースボールスタジアム（舞洲野球場）
  - 舞洲バファローズスタジアム(杉本商事バファローズスタジアム舞洲)（オリックス・バファローズの練習球場兼同2軍の本拠地球場）
- おおきにアリーナ舞洲（舞洲体育館）
- 舞洲運動広場
  - セレッソ大阪舞洲グラウンド（球技場）
元々はアマチュアチームを中心に利用されていた土のグラウンドを2面持つ球技場だったが、利用率が低かった事から[3]、2012年に大阪市が入札の後、セレッソ大阪と長期賃貸契約を結び[4]、天然芝化やクラブハウス建設など施設拡充の後2013年に利用を開始した。また、既存の施設とは別に舞洲島内のオートキャンプ場付近に人工芝のグラウンド1面を同時に新設している[5]。
新装された天然芝グラウンドはセレッソ大阪の母体企業であるヤンマーと日本ハムの名をそれぞれ冠しており、西側の「ヤンマーグラウンド」は主にトップチーム（第1種）が、東側の「日本ハムグラウンド」と人工芝グラウンドは下部組織がそれぞれ練習で使用している。
セレッソ大阪では1995年のJリーグ加盟後に現在の天然芝・人工芝グラウンドとは別の場所（舞洲島内北部）に練習グラウンドを整備していた。その後、交通の至便性などを考慮し南津守さくら公園に完成した新グラウンドと併用（トップチームは南津守に事実上一本化）していたが、2010年4月をもって閉鎖された。
- 舞洲第二運動場
- ミズノスポーツプラザ舞洲
- 舞洲人工芝多目的運動場
- 太陽の広場
- 空の広場
- ドッグウォーキング（ドッグパーク/ドッグラン）

他

## 交通
舞洲に乗り入れる鉄道は存在しておらず、バスの本数も少ないため公共交通機関を使っての訪問は容易ではない。この事が大阪市のウォーターフロント開発に長年にわたり影を落としている。
- バス
  - JRゆめ咲線 桜島駅から舞洲アクティブバス（北港観光バス）
  - 大阪環状線・JRゆめ咲線・阪神なんば線 西九条駅から大阪シティバス81号系統で約27分
  - Osaka Metro中央線・ニュートラム コスモスクエア駅からコスモドリームライン（北港観光バス）
- 車
  - 阪神高速2号淀川左岸線 淀川左岸舞洲出入口
  - 阪神高速5号湾岸線 湾岸舞洲出入口

## 開催された大規模イベント
- THE ALFEE KING'S NIGHT DREAM（1994年7月30日）

大阪で1988年以来、6年ぶりの野外イベント。
高見沢はトランプをモチーフとした4本ネックのギターを披露したが、ボディが通常のギターの2倍以上ある重量であり、相当弾きづらかったため、このイベント以来使用していない。幻の曲「府中捕物控」も演奏された。ステージセットは遊園地をモチーフとしたもので、今までのイベントのタイトルが随所に配置された。
- B'z LIVE-GYM Pleasure'95 "BUZZ!!"（1995年7月15日、7月16日）

2日間で約8万人を動員。
- DREAMS COME TRUE「史上最強の移動遊園地 DREAMS COME TRUE WONDERLAND '95」(1995年8月26日、8月27日）

センター(全方位型)ステージを設置して開催された。2日間で約10万人を動員。
- HOUND DOG「第7回 ハウンドドッグ 夢の島」(1996年8月3日）
- ボーイスカウト全国大会「第13回日本ジャンボリー」（2002年8月3日～8月7日）

テーマは『新しい時代(とき)の風を受けて』。期間中約21000人を動員。
- サマーソニック 大阪会場 （2007年8月11日、8月12日）
- コヤブソニック（2009年8月23日、2011年5月21日、5月22日、2012年9月29日、9月30日）
- ハイエストマウンテン
- ベリーグッドマン
  - "TEPPAN"発売＆結成7周年記念 超好感祭2020 〜ドライビングパーティー編〜（2020年11月7日、11月8日）
  - ベリーグッドマン 超好感祭2021 〜"ナツノオモイデ" リリースパーティー編〜（2021年9月23日）

新型コロナウイルスへの感染拡大防止策に対応したドライブイン方式による日本最大級の車中・車外ライブ
- WATERBOMB (音楽フェス)#日本公演が、2023年7月15・16日に初演されることが決まっていたが、開催前日の7月14日に準備中の運営スタッフが、ウォーターキャノン（巨大水鉄砲）を誤って受けて死亡したことを受け、安全な公演開催が困難になったとして急遽公演中止（延期・代替予定は当面なし）[6][7]された。